# Grindsted Station
Grindsted Station er en nedlagt dansk jernbanestation i Grindsted. I løbet af kun 5 år blev den et af Danmarks største jernbaneknudepunkter med baner i 6 retninger.

## Strækninger
- Privatbanen Vejle-Vandel Jernbane (VVJ), der var indviet 10. september 1897, blev 21. maj 1914 forlænget til Grindsted og skiftede navn til Vejle-Vandel-Grindsted Jernbane (VVGJ).
- Diagonalbanens etape Bramming-Grindsted blev indviet 1. december 1916.
- Privatbanen Troldhede-Kolding-Vejen Jernbane (TKVJ) blev indviet 25. august 1917.
- Diagonalbanen blev forlænget med etapen Grindsted-Brande 1. december 1917.
- Privatbanen Varde-Grindsted Jernbane (VaGJ) blev indviet 13. april 1919.

Diagonalbanens sidste etape Brande-Funder blev indviet 1. oktober 1920. Dermed kom der tog til Grindsted, som kørte hele vejen mellem Randers og Esbjerg.

## Nedlæggelser
Vandelbanen blev nedlagt 31. marts 1957. Troldhedebanen fulgte efter 31. marts 1968, og Varde-Grindsted blev som den sidste af privatbanerne nedlagt 31. marts 1972.
På Diagonalbanen blev persontrafikken indstillet 23. maj 1971. Godstrafikken Grindsted-Filskov fortsatte til 1977. På strækningen Bramming-Grindsted, hvor skinnerne ligger der endnu, kørte det sidste godstog 3. juni 2012 inden banen blev spærret for trafik dagen efter. Veterantog Vest under Dansk Jernbane-Klub, som havde kørt veterantog på strækningen, kørte afskedstur 31. maj 2012.

## Øvrigt
Ved den bevarede stationsbygnings sydlige ende står en mindesten for folketingsmand Laust Rasmussen, der var en stor drivkraft ved anlæggelsen af jernbanerne.